# Ronde van Italië 1969
| Eindklassement      |                              |              |
| Algemeen klassement | Felice Gimondi               | 106h 47' 03" |
| Tweede              | Claudio Michelotto           | + 3' 35"     |
| Derde               | Italo Zilioli                | + 4' 48"     |
| Vierde              | Silvano Schiavon             | + 7' 01"     |
| Vijfde              | Ugo Colombo                  | + 11' 54"    |
| Zesde               | Michele Dancelli             | + 14' 05"    |
| Zevende             | Aldo Moser                   | + 20' 05"    |
| Achtste             | Primo Mori                   | + 20' 25"    |
| Negende             | Rudi Altig                   | + 23' 45"    |
| Tiende              | Franco Bitossi               | + 31' 36"    |
| (Bel)               | Albert Van Vlierberghe (38e) | + 1h 55' 38" |
| Rode Lantaarn       | Mario Bettazzoli (81e)       | + 4h 10' 43" |
| Puntenklassement    | Franco Bitossi               | 182 punten   |
| Tweede              | Marino Basso                 | 166 punten   |
| Derde               | Michele Dancelli             | 129 punten   |
| Bergklassement      | Claudio Michelotto           | 330 punten   |
| Tweede              | Italo Zilioli                | 250 punten   |
| Derde               | Felice Gimondi               | 230 punten   |
| Ploegenklassement   | Molteni                      | ?            |
| Tweede              | ?                            | ?            |
| Derde               | ?                            | ?            |

In 1969 ging de 52e Giro d'Italia op 16 mei van start in Garda. Hij eindigde op 8 juni in Milaan. Er stonden 130 renners verdeeld over 13 ploegen aan de start. Hij werd gewonnen door Felice Gimondi.
Aantal ritten: 23

Totale afstand: 4037.0 km

Gemiddelde snelheid: 37.805 km/h

Aantal deelnemers: 130

## Belgische en Nederlandse prestaties
In totaal namen er 7 Belgen en 0 Nederlanders deel aan de Giro van 1969.

### Belgische etappezeges
- Eddy Merckx won de 3e etappe van Mirandola naar Montecatini Terme, de 4e etappe van Montecatini Terme naar Montecatini Terme, de 7e etappe van Viterbo naar Terracina en de 15e etappe van Cesenatico naar San Marino, maar moest als drager van de roze trui de Giro verlaten, na een geruchtmakende positieve dopingtest.
- Albert Van Vlierberghe won de 5e etappe van Montecatini Terme naar Follonica.

### Nederlandse etappezeges
- In 1969 was er geen Nederlandse etappezege.

## Etappe uitslagen
| Datum                  | Etappe     | Parcours                                        | Afstand | Eerste                       | Tweede                       | Derde                    | Klassementsleider        |
| ---------------------- | ---------- | ----------------------------------------------- | ------- | ---------------------------- | ---------------------------- | ------------------------ | ------------------------ |
| 16 mei                 | etappe 1   | Garda - Brescia                                 | 142 km  | Giancarlo Polidori (Ita)     | Attilio Benfatto (Ita)       | Luigi Sgarbozza (Ita)    | Giancarlo Polidori (Ita) |
| 17 mei                 | etappe 2   | Brescia - Mirandola                             | 180 km  | Davide Boifava (Ita)         | Albert Van Vlierberghe (Bel) | Mario Anni (Ita)         | Davide Boifava (Ita)     |
| 18 mei                 | etappe 3   | Mirandola - Montecatini Terme                   | 188 km  | Eddy Merckx (Bel)            | Felice Gimondi (Ita)         | Italo Zilioli (Ita)      | Giancarlo Polidori (Ita) |
| 19 mei                 | etappe 4   | Montecatini Terme - Montecatini Terme (tijdrit) | 21 km   | Eddy Merckx (Bel)            | Franco Bitossi (Ita)         | Vittorio Adorni (Ita)    | Giancarlo Polidori (Ita) |
| 20 mei                 | etappe 5   | Montecatini Terme - Follonica                   | 194 km  | Albert Van Vlierberghe (Bel) | Alberto Della Torre (Ita)    | Lucillo Lievore (Ita)    | Giancarlo Polidori (Ita) |
| 21 mei                 | etappe 6   | Follonica - Viterbo                             | 198 km  | Franco Cortinovis (Ita)      | Giacinto Santambrogio (Ita)  | Luciano Armani (Ita)     | Giancarlo Polidori (Ita) |
| 22 mei                 | etappe 7   | Viterbo - Terracina                             | 206 km  | Eddy Merckx (Bel)            | Guido Reybrouck (Bel)        | Luigi Sgarbozza (Ita)    | Giancarlo Polidori (Ita) |
| 23 mei                 | etappe 8   | Terracina - Napels                              | 133 km  | Marino Basso (Ita)           | Dino Zandegu (Ita)           | Guido Reybrouck (Bel)    | Giancarlo Polidori (Ita) |
| 24 mei                 | etappe 9   | Napels - Potenza                                | 173 km  | Michele Dancelli (Ita)       | Tino Conti (Ita)             | Wladimiro Panizza (Ita)  | Eddy Merckx (Bel)        |
| 25 mei                 | etappe 10  | Potenza - Campitello Matese                     | 254 km  | Carlo Chiappano (Ita)        | Ugo Colombo (Ita)            | Silvano Schiavon (Ita)   | Eddy Merckx (Bel)        |
| 26 mei                 | etappe 11  | Campobasso - Scanno                             | 165 km  | Franco Bitossi (Ita)         | Wladimiro Panizza (Ita)      | Davide Boifava (Ita)     | Eddy Merckx (Bel)        |
| 27 mei                 | etappe 12  | Scanno - Silvi Marina                           | 180 km  | Ugo Colombo (Ita)            | Vito Taccone (Ita)           | Italo Zilioli (Ita)      | Silvano Schiavon (Ita)   |
| 28 mei                 | etappe 13  | Silvi Marina - Senigallia                       | 166 km  | Marino Basso (Ita)           | Guido Reybrouck (Bel)        | Luigi Sgarbozza (Ita)    | Silvano Schiavon (Ita)   |
| 29 mei                 | etappe 14  | Senigallia - San Marino                         | 185 km  | Franco Bitossi (Ita)         | Guido Neri (Ita)             | Rudi Altig (BRD)         | Eddy Merckx (Bel)        |
| 30 mei                 | etappe 15  | Cesenatico - San Marino (tijdrit)               | 49 km   | Eddy Merckx (Bel)            | Felice Gimondi (Ita)         | Ole Ritter (Den)         | Eddy Merckx (Bel)        |
| 31 mei was een rustdag |            |                                                 |         |                              |                              |                          |                          |
| 1 juni                 | etappe 16  | Parma - Savona                                  | 220 km  | Roberto Ballini (Ita)        | Marino Basso (Ita)           | Guido Reybrouck (Bel)    | Felice Gimondi (Ita)     |
| 2 juni                 | etappe 17  | Celle Ligure - Pavia                            | 182 km  | Ole Ritter (Den)             | Ottavio Crepaldi (Ita)       | Luigi Sgarbozza (Ita)    | Felice Gimondi (Ita)     |
| 3 juni                 | etappe 18a | Pavia - Zingonia                                | 115 km  | Marino Basso (Ita)           | Dino Zandegu (Ita)           | Adriano Durante (Ita)    | Felice Gimondi (Ita)     |
| 3 juni                 | etappe 18b | Zingonia - San Pellegrino                       | 100 km  | Marino Basso (Ita)           | Enrico Paolini (Ita)         | Attilio Benfatto (Ita)   | Felice Gimondi (Ita)     |
| 4 juni                 | etappe 19  | San Pellegrino - Folgaria                       | 218 km  | Italo Zilioli (Ita)          | Felice Gimondi (Ita)         | Claudio Michelotto (Ita) | Felice Gimondi (Ita)     |
| 4 juni                 | etappe 20  | Trente - Passo di Fedaia                        | 230 km  | etappe niet verreden         | etappe niet verreden         | etappe niet verreden     | Felice Gimondi (Ita)     |
| 5 juni was een rustdag |            |                                                 |         |                              |                              |                          |                          |
| 6 juni                 | etappe 21  | Rocca Pietore - Cavalese                        | 131 km  | Claudio Michelotto (Ita)     | Felice Gimondi (Ita)         | Primo Mori (Ita)         | Felice Gimondi (Ita)     |
| 7 juni                 | etappe 22  | Cavalese - Folgarida                            | 150 km  | Vittorio Adorni (Ita)        | Wladimiro Panizza (Ita)      | Rudi Altig (Dui)         | Felice Gimondi (Ita)     |
| 8 juni                 | etappe 23  | Folgarida - Milaan                              | 257 km  | Attilio Benfatto (Ita)       | Ercole Gualazzini (Ita)      | Franco Bitossi (Ita)     | Felice Gimondi (Ita)     |

 winnaars · 
roze trui · 
  puntenklassement · 
  bergklassement · 
 jongerenklassement · 
 intergiro · 
 ploegenklassement · 
 strijdlust · 
 zwarte trui
Giro d'Italia Next Gen · Giro Donne · Cima Coppi
 Belgische rozetruidragers · etappewinnaars
 Nederlandse rozetruidragers · etappewinnaars
Mannen:
1909 · 
1910 · 
1911 · 
1912 · 
1913 · 
1914 · 
1919 · 
1920 · 
1921 · 
1922 · 
1923 · 
1924 · 
1925 · 
1926 · 
1927 · 
1928 · 
1929 · 
1930 · 
1931 · 
1932 · 
1933 · 
1934 · 
1935 · 
1936 · 
1937 · 
1938 · 
1939 · 
1940 · 
1946 · 
1947 · 
1948 · 
1949 · 
1950 · 
1951 · 
1952 · 
1953 · 
1954 · 
1955 · 
1956 · 
1957 · 
1958 · 
1959 · 
1960 · 
1961 · 
1962 · 
1963 · 
1964 · 
1965 · 
1966 · 
1967 · 
1968 · 
1969 · 
1970 · 
1971 · 
1972 · 
1973 · 
1974 · 
1975 · 
1976 · 
1977 · 
1978 · 
1979 · 
1980 · 
1981 · 
1982 · 
1983 · 
1984 · 
1985 · 
1986 · 
1987 · 
1988 · 
1989 · 
1990 · 
1991 · 
1992 · 
1993 · 
1994 · 
1995 · 
1996 · 
1997 · 
1998 · 
1999 · 
2000 · 
2001 · 
2002 · 
2003 · 
2004 · 
2005 · 
2006 · 
2007 · 
2008 · 
2009 · 
2010 · 
2011 · 
2012 · 
2013 · 
2014 · 
2015 · 
2016 · 
2017 · 
2018 · 
2019 · 
2020 · 
2021 · 
2022 · 
2023 · 
2024 · 
2025
Vrouwen:
1988 · 
1989 · 
1990 · 
1991 ·
1992 ·
1993 · 
1994 · 
1995 · 
1996 · 
1997 · 
1998 · 
1999 · 
2000 · 
2001 · 
2002 · 
2003 · 
2004 · 
2005 · 
2006 · 
2007 · 
2008 · 
2009 · 
2010 · 
2011 · 
2012 ·
2013 · 
2014 ·
2015 ·
2016 ·
2017 ·
2018 ·
2019 ·
2020 ·
2021 ·
2022 ·
2023 ·
2024 ·
2025